# آنجلو ماریا ریپل‌لینو
آنجلو ماریا ریپل‌لینو (به ایتالیایی: Angelo Maria Ripellino)؛ (۴ دسامبر ۱۹۲۳ – ۲۱ آوریل ۱۹۷۸) مترجم، شاعر، زبان‌شناس و دانشگاهی ایتالیایی بود.

## زندگی و حرفه
ریپل‌لینو در پالرمو متولد شد، پدر او یک استاد دبیرستان بود و در سال ۱۹۴۵ در رشته اسلاویسم در دانشگاه پالرمو فارغ‌التحصیل شد. در سال ۱۹۴۷ در دوره‌های فیلم‌سازی در مرکز تجربی سینماتوگرافیا ثبت نام کرد. در همان سال با الا لوچوا، دانشجوی چک ادبیات ایتالیایی که در سال ۱۹۴۶ در یک سفر تحصیلی در پراگ می‌شناخت، ازدواج کرد.
از سال ۱۹۴۰ به عنوان منتقد تئاتر و شاعر فعال بود و پس از تحصیل در دانشگاه آثار روی ترجمه مقالات انتقادی و کتاب‌های تاریخ ادبی در مورد ادبیات روسیه، لهستان و چک-اسلواکی متمرکز کرد. او نقش کلیدی در محبوبیت چندین نویسنده روسی در بین مردم ایتالیا، به ویژه بوریس پاسترناک و الکساندر بلوک داشت. ریپل‌لینو به عنوان یک تحصیلکرده دانشگاهی ابتدا به عنوان مدرس فیلولوژی اسلاوی و زبان چک در دانشگاه بولونیا، و سپس به عنوان استاد زبان و ادبیات روسی و ادبیات چک-اسلواکی در دانشگاه ساپینزای رم تدریس می‌کرد.
ریپل‌لینو از سنین پایین از سل رنج می‌برد و تحت عمل پنومنکتومی قرار گرفت. او به دلیل عواقب یک بحران قلبی عروقی در سال ۱۹۷۸ درگذشت.